# Parrhesia
Termenul "Parrhesia" provine din limba greacă vorbită în antichitate și denumește acțiunea de "a vorbi sincer, deschis" sau "a vorbi liber". A fost utilizat inclusiv de Platon, cu precădere ca atribut al discursului lui Socrate.

## Dezvoltări ulterioare ale conceptului de "Parrhesia"
Conceptul a fost preluat în secolul XX de către Michel Foucault și dezvoltat ca modalitate de discurs, cu sensul deja consacrat din lumea antică, acela de a vorbi deschis, adăugând totodată și o nuanță, aceea de a grăi adevărul. De altfel, Foucault a identificat o serie de condiții ce trebuie întrunite de un orator pentru a-i putea caracteriza discursul ca fiind Parrhesia.
Filosoful s-a referit cu precădere la acest concept în prelegerile ținute la University of California, reunite sub numele "Discourse and Truth" și disponibile la adresa http://www.foucault.info/documents/parrhesia/. În viziunea sa, Parrhesia este o caracteristică esențială a democrației ateniene, întrucât era modalitatea de discurs specifică unui bun cetățean al Atenei, manifestându-se în special în Agora, în timpul dialogurilor între indivizi sau în timpul discursurilor publice.

## Caracteristici ale conceptului de "Parrhesia"
În primul rând, Foucault vede Parrhesia ca o manifestare sinceră, directă, abordare care reiese cu claritate și din sensul etimologic al termenului și semnifică "a spune tot ce ai în minte", fără demersuri retorice și fără intenții de manipulare.
În al doilea rând, el imprimă o legătură strânsă între conceptul în discuție și adevăr, făcând totodată și o distincție între sensul peiorativ al termenului (acela de "a trăncăni tot ce îți trece prin minte", fără vreo intenție de a filtra gândurile) și sensul non-peiorativ, mai precis a spune numai ceea ce consideri că este și adevărat.
Pentru a contura clar acest concept, Michel Foucault introduce un al treilea criteriu, de data aceasta referindu-se mai mult la persoana "Parrhesiastului" (cel al cărui discurs poate fi caraterizat prin Parrhesia): acela de a-și asuma un risc prin cele spuse. El oferă în acest sens câteva exemple concludente: elevul care vorbește în fața profesorului, filosoful care vorbește în fața tiranuluiș în general, este necesar, în viziunea lui Foucault, ca oratorul să aducă o critică interlocutorului, interlocutorilor (dacă sunt mai mulți) sau propriei persoane.
Cea de-a patra caracteristică a conceptului în discuție este aceea că Parrhesia nu este un act de voință, ci o datorie morală ce trebuie respectată, indiferent de riscurile implicate.